# Richmond, Minnesota
Richmond är en ort i Stearns County i Minnesota. Vid 2010 års folkräkning hade Richmond 1 422 invånare.